# Jacucaca
A jacucaca (Penelope jacucaca) é uma espécie de ave de grande porte da família dos cracídeos, pertence ao grupo dos jacus. É endêmica da região Nordeste do Brasil restrita à áreas semiáridas de Caatinga. Atualmente a jacucaca está listada como vulnerável pela Lista Vermelha da IUCN devido à caça e a destruição de seu habitat natural. Também conhecida como jacu-verdadeiro, jacu-do-nordeste ou simplesmente jacu.

## Etimologia
Seu nome vem do tupi antigo iakukaka.

## Distribuição e habitat
É endêmica da Caatinga, encontrada no interior da região Nordeste (Ceará, Bahia, Paraíba, Rio Grande do Norte, Pernambuco, Piauí, Sergipe e Alagoas), e também achada em zonas de transição entre a Caatinga e o Cerrado.
Os últimos registros da espécie evidenciam sua ocorrência em áreas de carrasco, cerrado e de matas secas. Os seus habitats naturais são florestas secas tropicais e florestas subtropicais ou tropicais úmidas de baixa altitude. Também ocorria nos estados do Maranhão e Minas Gerais, estando hoje praticamente extinta em ambos.
A maior ocorrência da jacucaca se dá em áreas florestais. Podendo ser encontrada com frequência também em matas de crescimento secundário e em roças ativas, abandonadas e áreas queimadas.

## Descrição
A jacucaca é uma ave de grande porte, sendo o maior representante dos cracídeos e medindo de 65 a 73 centímetros. Apresenta plumagens em tons escuros de coloração canela escuro e riscos brancos. Testa predominante de cor preta e sobrancelhas largas brancas e unidas. Em movimento deixa visível seu dorso bronze-brilhante. O dimorfismo sexual não é muito evidente, pode variar apenas em tamanho e pigmentação das penas.

## Comportamento

### Alimentação
A jacucaca compõe o grupo de grandes aves florestais frugívoras, sendo encontrado também em sua dieta flores e folhas. O juazeiro e flores de ipê são itens prediletos por ela. A Ziziphus joazeiro, Byrsonima sericea e Vitex sp. são as espécies de plantas mais importantes em sua dieta, a qual pode ser definida como uma dieta oportunística e generalista, pois o jacu é capaz de variá-la de acordo à disponibilidade de recursos em cada área, se adequando às peculiaridades dos diferentes ambientes que explora. Seu tamanho corporal e bico desenvolvidos permite a essa ave ingerir uma maior gama de frutos, de tamanho variado, inclusive aqueles que apresentam semente de maior porte, pouco exploradas por outras espécies, o que atribui aos jacus a importância de compor um restrito grupo de animais capazes de atuar na dispersão de sementes de diversas angiospermas e de sementes de plantas mais vulneráveis à extinção devido à reduzida diversidade de grandes dispersores.

### Reprodução
A época de reprodução da jacucaca ainda não foi descoberta, embora pareça incluir pelo menos parte da estação chuvosa. Constrói um ninho de gravetos forrado com folhas secas em uma árvore ou em uma palmeira, por vezes também nidifica no solo próximo à colônias de macambiras (Bromelia laciniosa) e xique-xiques (Pilocereus gounellei). O tamanho da ninhada é de dois ou três ovos.

### Vocalização
A jacucaca apresenta um zumbido de asas semelhante ao de outros jacus do gênero Penelope. Tem vários tipos de chamadas descritas como "semelhantes à buzinas, mas estridentes e rápidas". Vocalização geralmente nos finais de tarde quando se reúnem em bandos para dormirem.

## Taxonomia e sistemática
A jacucaca já foi considerada coespecífico com o jacupiranga (Penelope pileata), com o jacu-de-barriga-castanha (P. ochrogaster) e também tratada como uma subespécie do jacupemba (P. superciliaris). É monotípico, não possui subespécies reconhecidas.

## Conservação e ameaças
Está ameaçada de extinção, sendo classificada como vulnerável, por perda de habitat e caça predatória.
Graças à associação Mãe-da-Lua, com o apoio da Fundação Grupo Boticário de Proteção à Natureza, foi desenvolvido um projeto de preservação da espécie e de outras espécies ameaçadas na RPPN Mãe-da-Lua, na caatinga do estado do Ceará. Tal projeto dedicou-se a inibir a caça e os incêndios florestais na região, principais responsáveis por tornar a espécie ameaçada de extinção. A destruição de hábitats e a caça pelas populações locais fizeram com que a Penelope jacucaca fosse incluída no Plano de Ação Nacional para a Conservação das Aves da Caatinga - "PAN Aves da Caatinga". Este foi elaborado pelo Instituto Chico Mendes de Conservação da Biodiversidade, regulamentado pela Portaria ICMBio nº 92/2014 e revogado pela Portaria nº 18/2016. Por apresentar grande sensibilidade às perturbações humanas, sendo um dos animais mais caçados pelos habitantes tradicionais e, principalmente, devido ao importante papel dos Cracídeos nos ecossistemas naturais, haja visto que atuam como dispersores de sementes, contribuindo com a regeneração de áreas florestais, é crescente a mobilização da comunidade científica e conservacionista em prol da conservação da espécie, visando a manutenção do fornecimento de subsídios para a regeneração florestal e a conservação de áreas protegidas.

### Caça
Populações locais da caatinga capturam a Penelope jacucaca para alimentação (visto que esta é uma importante fonte de proteína) e, extraordinariamente, para serem criados como animais de estimação, quando seus ovos não são consumidos e sim chocados por galinhas. Por possuírem elevado conhecimento acerca da fauna e flora local, essas populações tem aperfeiçoado suas técnicas de caça, através de arapucas e outras técnicas mais avançadas como armas de fogo (principalmente a espingarda). Os diferentes métodos de caça do jacu-do-nordeste devem-se à sazonalidade bem marcada do ecossistema da Caatinga, já que os jacus adequam seu comportamento aos períodos bem definidos de chuva e seca. Assim, durante a seca, que é o melhor período para caçar a espécie, graças à escassez de recursos, os caçadores empregam técnicas como a espera em pontos de "bebida" - locais com disponibilidade de água usados pelos jacus - onde eles deixam um pouco de comida para atrair o animal, facilitando a caça. Já no início do ano, quando vegetação está mais desenvolvida,  as técnicas de caça mais usadas são a caça direta, que consiste em localizar e seguir os grupos na mata, podendo esta ser melhorada através de artifícios como apitos de madeira ou playback que reproduzem a vocalização da ave, apresentando grande eficácia durante o período reprodutivo do jacu (meses de chuva), principalmente. A caça com cachorro também é outra técnica muito empregada no semiárido nordestino, devido à eficiência dos cães em identificar e assustar os jacus.[carece de fontes?]
Uma das principais justificativas para a prática da caça são as relações conflituosas, haja visto que a jacucaca representa uma ameaça às roças de feijão e milho por se alimentar das mesmas, as destruindo assim e, consequentemente, reforça os conflitos existentes a nível local entre a conservação da espécie e o uso local para as atividades produtivas. Embora reconheçam o crescente desaparecimento da jacucaca de áreas onde era encontrado no passado, os caçadores alegam ser a seca, o desmatamento e o uso de agrotóxicos os principais responsáveis por este declínio da espécie.